# Ideale nullo
In matematica, in particolare in algebra astratta, l'ideale nullo o ideale banale di un anello {\displaystyle A} è l'ideale che contiene solo l'elemento {\displaystyle 0}, cioè è l'ideale che contiene solamente l'elemento neutro dell'addizione {\displaystyle I=\{0\}}. Questo è un ideale in quanto per ogni elemento {\displaystyle a\in A} si ha {\displaystyle a0=0a=0\in I}.
Ogni anello ammette come ideale l'ideale nullo. In un campo {\displaystyle K} l'ideale nullo è l'unico ideale oltre a quello coincidente con {\displaystyle K} stesso.
Se il nucleo di un omomorfismo di anelli coincide con l'ideale nullo, allora tale omomorfismo è iniettivo.